# Walter Keiner
Walter Keiner, nemški general, * 30. december 1890, † 23. januar 1978.